# Gouvernement Qalqilya
Das Gouvernement Qalqilya (arabisch محافظة قلقيلية, DMG Muḥāfaẓat Qalqīliya) ist ein Gouvernement der Palästinensischen Autonomiebehörde bzw. des Staates Palästina. Es befindet sich im Nordwesten des Westjordanlandes. Die Bezirkshauptstadt ist die Stadt Qalqiliya. 
Nach Angaben des Palästinensischen Zentralbüros für Statistik hat das Gouvernement zur Jahresmitte 2017 112.400 Einwohner. Bis 2020 stieg diese Zahl auf 119.042 Einwohner.

## Demografie
Die Bevölkerung ist im Durchschnitt sehr jung und ca. 37,2 Prozent sind jünger als 15 Jahren, während nur 3,4 Prozent über 65 Jahre alt sind. 2017 waren 100 Prozent der Bevölkerung Muslime. Einwohner jüdischer Siedlungen wurden dabei nicht erfasst. 64,5 Prozent der Gesamtbevölkerung waren im selben Jahr Flüchtlinge.
| Zensusjahr | Einwohnerzahl |
| ---------- | ------------- |
| 1997       | 72.007        |
| 2007       | 91.217        |
| 2017       | 112.400       |

## Orte
- Dschit
- Qalqiliya